# Лючіо Чекінелло
Лючіо Чекінелло (італ. Lucio Cecchinello; народився 21 жовтня 1969, Венеція) — колишній італійський мотогонщик, учасник чемпіонату світу з шосейно-кільцевих мотоперегонів MotoGP у класі 125cc (1993—2003 роки). Засновник гоночної команди MotoGP Team LCR, яку і очолює з 2004 року.

## Кар'єра мотогонщика
Рев двигунів і швидкість завжди приваблювали Лючіо ще з дитинства. Як тільки Чекінелло отримав водійську ліцензію, він узяв свої заощадження, зароблені роботою влітку, та з допомогою свого батька Лучіано купив новий Honda NS125 щоб втілити свою мрію стати професійним гонщиком.
Як тільки йому виповнилося вісімнадцять років, з схвалення батька Лучіано, Лючіо в 1989 році дебютував як гонщик в італійському чемпіонаті на Honda NSR125. У своїй третій гонці, на гоночній трасі Монца, Чекінелло здобув свою першу перемогу. В тому сезоні він в загальному заліку посів друге місце вслід за Максом Б'яджі.
У 1991 році Лючіо Чекінелло дебютував у чемпіонаті Європи з шосейно-кільцевих мотогонок в класі 125сс з командою «Team Italia», посівши в загальному заліку 10-е місце. Через два роки у чемпіонаті Європи в 125-кубовому класі він став другим і в 1993 році він, нарешті, дебютував в чемпіонаті світу MotoGP. Наступного року команда «GIVI» підписала з Лючіо контракт для участі у чемпіонаті світу в класі 125сс, з якою він заробив свої перші очки в чемпіонаті, посівши 30-е місце в загальному заліку. У 1995 році Лючіо разом з командою «Team Pileri» став чемпіоном Європи, вигравши 8 з 11 гонок сезону.
Сезон 1996 року став поворотним пунктом для Чекінелло, який вирішив заснувати власну гоночну команду (Team LCR — Lucio Cecchinello Racing), з якою повернувся знову у чемпіонат світу як і менеджер, і гонщик одночасно, заробивши кілька важливих результатів в першій десятці.
На своїй Honda Лючіо завоював першу перемогу у чемпіонаті світу в класі 125cc на гоночній трасі «Харама» в Іспанії у 1998 році: у тому сезоні напарником по команді був талановитий японський гонщик Нобору Уеда. Дует здобув багато важливих результатів для команди і в сезонах 2001—2002 Лючіо закінчив чемпіонат на 4-й позиції на Aprilia RS125. З сезону 2002 року команда Чекінелло розширила своє представництво до участі ще й у класі 250cc, а з 2006-го — ще й у класі MotoGP. У різні роки за команду виступали такі талановиті гонщики, як Кейсі Стоунер, Алекс де Анджеліс, Давід Чека, Роберто Локателлі, Маттіа Пасіні, Ренді де Пуньє, Карлос Чека та інші.
Перед закінченням кар'єри Лючіо Чекінелло реалізував одну з своїх давніх мрій — здобув перемогу на Гран-Прі Італії в Муджелло у 2003 році.
З 2004 року італієць повністю посвятив себе управлінню командою.

### Статистика виступів

#### У розрізі сезонів
| Сезон  | Клас   | Команда               | Мотоцикл  | Гонки | Перемоги | Подіуми | Поули | Очки | Місце |
| ------ | ------ | --------------------- | --------- | ----- | -------- | ------- | ----- | ---- | ----- |
| 1993   | 125cc  | Gazzaniga Corse       | Gazzaniga | 12    | 0        | 0       | 0     | 0    | НК    |
| 1994   | 125cc  | GIVI                  | Honda     | 14    | 0        | 0       | 0     | 5    | 30    |
| 1996   | 125cc  | Honda Team GP3        | Honda     | 15    | 0        | 0       | 0     | 59   | 15    |
| 1997   | 125cc  | Spidi Honda LCR       | Honda     | 15    | 0        | 0       | 0     | 73   | 14    |
| 1998   | 125cc  | Givi Honda LCR        | Honda     | 13    | 1        | 3       | 0     | 130  | 5     |
| 1999   | 125cc  | Givi Honda LCR        | Honda     | 16    | 0        | 4       | 3     | 108  | 9     |
| 2000   | 125cc  | Givi Honda LCR        | Honda     | 16    | 0        | 0       | 0     | 91   | 11    |
| 2001   | 125cc  | MS Aprilia LCR        | Aprilia   | 16    | 1        | 4       | 1     | 156  | 4     |
| 2002   | 125cc  | Safilo Oxydo Race LCR | Aprilia   | 16    | 3        | 5       | 0     | 180  | 4     |
| 2003   | 125cc  | Safilo Oxydo-LCR      | Aprilia   | 16    | 2        | 3       | 0     | 112  | 9     |
| Всього | Всього | Всього                | Всього    | 149   | 7        | 19      | 4     | 914  |       |

## Цікаві факти
- За роки спортивної кар'єри у Лючіо Чекінелло було 27 переломів костей.[1]